# Lalaina Rafanomezantsoa
Lalaina Rafanomezantsoa (Ambohidrapeto, Madagascar; 10 de marzo de 1998) es un futbolista de Madagascar que juega en la posición de centrocampista con el ASSM Elgeco Plus del Campeonato malgache de fútbol desde el 2024.

## Carrera

### Club
| Periodo   | Club             |
| --------- | ---------------- |
| 2019–2024 | CFFA             |
| 2024–     | ASSM Elgeco Plus |

### Selección nacional
Debutó con Madagascar el 12 de julio de 2022 en la derrota por 0-2 ante Namibia en KwaMashu por la Copa COSAFA 2022 y su primer gol internacional lo anotó el 23 de enero de 2023 en la victoria por 3-0 sobre Sudán en Constantina, Argelia por el Campeonato Africano de Naciones de 2022.
También ganó la medalla de oro en los Juegos del Océano Índico de 2023 al vencer en la final a Reunión.

## Logros

### Club
- Campeonato malgache de fútbol (1): 2021/22

### Selección nacional
- Juegos del Océano Índico (1): 2023